# Новицький Захарій Ярославович
Заха́рій Яросла́вович Нови́цький (нар. 6 квітня 1952, с. Баня-Березів, Косівський район, Станіславська область (нині Івано-Франківська область, УРСР, СРСР) — український актор.

## Життєпис
Захарій Новицький народився 6 квітня 1952 року в селі Баня-Березів на Косівщині в родині священика. Як актор, не маючи професійної освіти, почав виступати на початку 1970-х років в аматорському театрі ім. Галана, в народному самодіяльному театрі районного будинку культури.
З 1 січня 1989 року — актор Коломийського академічного обласного українського драматичного театру імені Івана Озаркевича. З 1980-х років періодично знімається в кіно, граючи ролі другого плану.
У 2017 році за виконання ролі в короткометражному фільмі «Кров'янка» (2016, реж. Аркадій Непиталюк) був номінований на здобуття Національної кінопремії «Золота дзиґа» в категорії «Найкращий актор другого плану».

## Ролі в театрі
- Яким — «Мати-наймичка» Тараса Шевченка (реж. Сергій Кузик)
- Сотник — Хома Брут в старості — «Вій» Миколи Гоголя (реж. Сергій Павлюк)
- Теодор Ніфонтович — «Територія Б» О. Миколайчука-Низовця (реж. Андрій Луценко)
- Іван / Дмитро / Дід / Дячок — «Гуцульський рік» Гната Хоткевича (реж. Дмитро Чиборак)
- Святий Миколай — «Іродова морока» Пантелеймона Куліша (реж. Дмитро Чиборак)
- Білоголовий чоловік — «Земля» Ольги Кобилянської (реж. Дмитро Чиборак)
- Потап — «На милування нема силування» Григорія Квітки-Основ'яненка (реж. Олег Мосійчук)
- Костя — «Нелегалка» А. Крима (реж. Олег Мосійчук)
- Степан — «Ніч на полонині» Олександра Олеся (реж. C. Якубовський)
- Прокіп — «Сватання на Гончарівці» Г. Квітки-Основ'яненка (реж. Олег Мосійчук)
- Макар — «Суєта» Івана Карпенка-Карого (реж. Ростислав Коломієць)
- Корній — «Фараони» О. Коломійця (реж. Олег Мосійчук)
- Бац, вівчар — «Boa constrictor» Івана Франка (реж. Максим Голенко)
- Гаррі Делтон, власник стаєнь — «EQUUS» Пітера Шеффера (реж. Юрій Мельничук)
- Виборний — «Дівка на відданню, або На милованє нема силованє» І. Озаркевича (за мотивами п'єси Івана Котляревського «Наталка Полтавка») (реж. Олексій Коломійцев)
- Савка / Дід Северин — «Як наші діди парубкували» Володимира Канівця (реж. Анатолій Горчинський)
- Дідок — «Отак загинув Гуска» Миколи Куліша (реж. Володимир Мартищук)
- Дід Микола / Кум Іван — «Таїни сільського цвинтаря» Ігора Юзюка (за оповідками Мирона Лисака) (реж. Володимир Мартищук)

## Ролі в кіно
- 1983 : Провал операції «Велика Ведмедиця» (немає в титрах)
- 1989 : Гори димлять
- 1995 : Атентат — Осіннє вбивство в Мюнхені
- 1996 : Час збирати каміння — Урядник
- 2015 : Політ золотої мушки
- 2016 : Кров'янка (короткометражний)
- 2017 : Припутні — Станіславович, батько Славіка
- 2016 : Легенда Карпат — пан Тишківський

## Нагороди та номінації
| Нагороди та номінації Захарія Новицького | Нагороди та номінації Захарія Новицького | Нагороди та номінації Захарія Новицького | Нагороди та номінації Захарія Новицького |
| Рік                                      | Категорія                                | Фільм                                    | Результат                                |
| ---------------------------------------- | ---------------------------------------- | ---------------------------------------- | ---------------------------------------- |
| Національна кінопремія «Золота дзиґа»    |                                          |                                          |                                          |
| 2017                                     | Найкращий актор другого плану            | Кров'янка                                | Номінація                                |